# Интерлеукин 32
Интерлеукин 32 (IL-32) је цитокин који стимулише ћелије имунског система (као што су моноцити и макрофаге) да излучују  у додатак хемокинима као што су IL-8 и MIP-2/.
IL-32 може такође да подржава остеокласт диференцијацију али не остеокласт активацију путем регулисања  пута и актин цитоскелетона.